# Distretto di Hanjiang (Putian)
Il distretto di Hanjiang (涵江区S, HánjiāngP) è una contea della Cina, situata nella provincia del Fujian.